# 圣以撒主教座堂
圣以撒主教座堂（俄语：Исаа́киевский Собо́р）是圣彼得堡最大的教堂，在兴建时也是俄罗斯最大的主教座堂，高101.5米。以彼得大帝的主保圣人——达尔马提亚的圣以撒命名（他的庆祝日和彼得大帝的生日在同一天）。
圣以撒大教堂坐落在同名的广场上，由沙皇亚历山大一世下令建造了这座巨大的新古典主义建筑，內飾相當華麗。其建造工程历时40年，从1818年至1858年。在苏联时代，该建筑先是被废弃，然后变成了无神论博物馆。二战期间，穹顶被塗成灰色，以避免吸引敌机的注意力。共产党政府垮台后，教堂的礼拜已经恢复。

## 图片

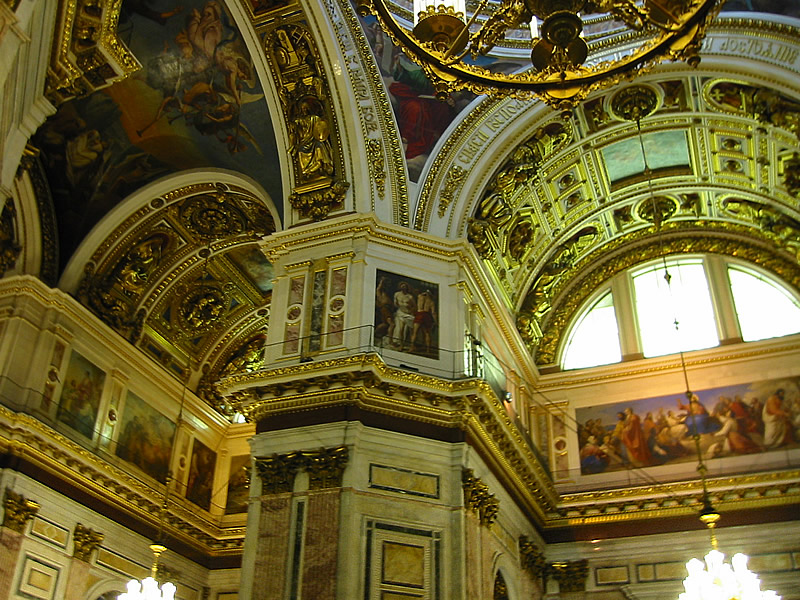
内部
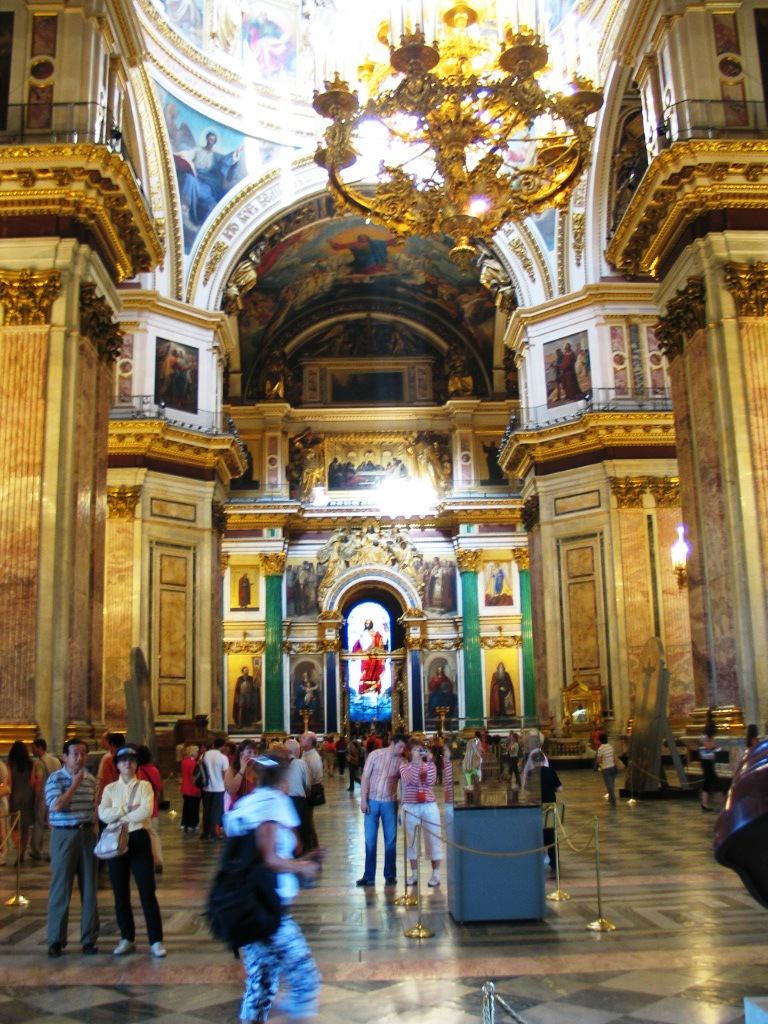
内部
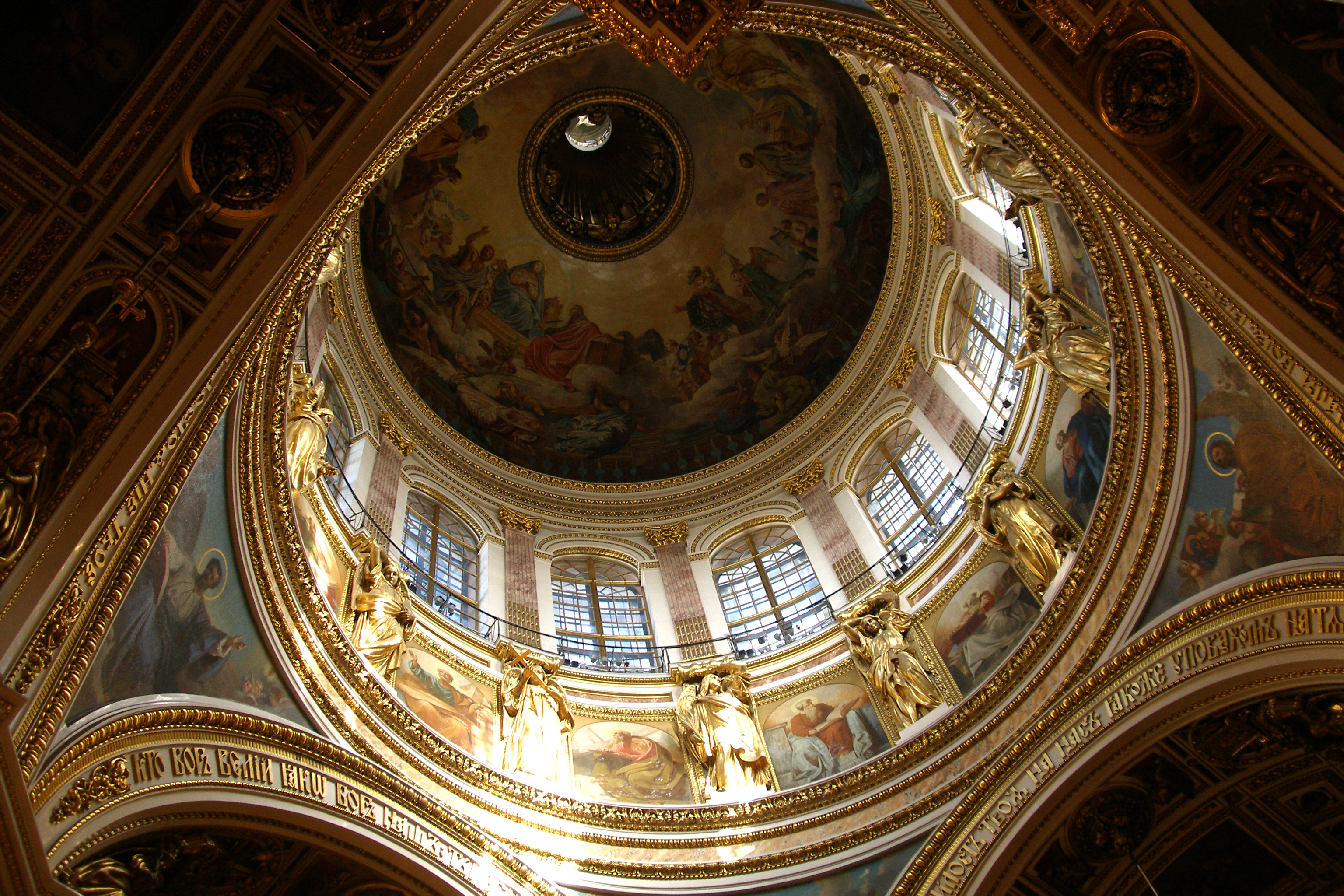
圆顶内部
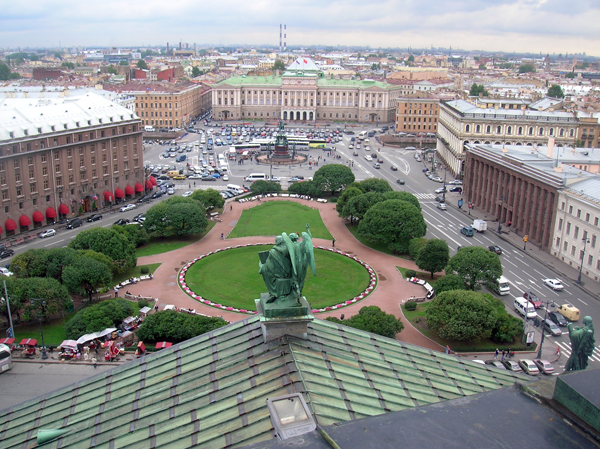
外部广场